# 시마론 (1960년 영화)
시머론(Cimarron)은 미국에서 제작된 찰스 월터스 감독의 1960년 영화이다. 글렌 포드 등이 주연으로 출연하였고 에드먼드 그레인저 등이 제작에 참여하였다.

## 출연

### 주연
- 글렌 포드
- 마리아 쉘
- 앤 박스터
- 아서 오코넬

### 조연
- 러스 탬블린
- 멀시데스 맥캠브릿지
- 빅 모로
- 로버트 케이스
- 찰스 맥그로우
- 해리 모건
- 데이빗 오파토슈
- 어라인 맥마혼
- 릴리 다바스
- 에드가 뷰캐넌
- 메리 윅스
- 로얄 다노
- L.Q. 존스
- 조지 브렌린
- 블라디미르 소콜로프

## 제작진
- 원작자: 에드나 페버
- 미술: 조지 W. 데이비스
- 미술: 애디슨 허
- 의상: 월터 플렁킷